# نينو جالوفتش
نينو جالوفتش (مواليد 6 يوليو 1992) هو لاعب كرة قدم كرواتي.

## وصلات خارجية
- نينو جالوفتش على موقع الاتحاد الأوربي (الإنجليزية)
- نينو جالوفتش على موقع اتحاد كرواتيا (الكرواتية)
- نينو جالوفتش على موقع رابطة كرة القدم اليابانية للمحترفين (اليابانية)
- نينو جالوفتش على موقع قاعدة بيانات كرة القدم.إي يو (الإنجليزية)
- نينو جالوفتش على موقع Soccerway.com (الإنجليزية)
- نينو جالوفتش على موقع عالم كرة القدم.نت (الإنجليزية)